# Spinone al Lago
Spinone al Lago é uma comuna italiana da região da Lombardia, província de Bérgamo, com cerca de 824 habitantes. Estende-se por uma área de 1 km², tendo uma densidade populacional de 824 hab/km². Faz fronteira com Bianzano, Casazza, Gaverina Terme, Monasterolo del Castello, Ranzanico.

## Demografia
| Variação demográfica do município entre 1861 e 2011                               |
|                                                                                   |
| Fonte: Istituto Nazionale di Statistica (ISTAT) - Elaboração gráfica da Wikipedia |